# Eiler Hardenberg
Eiler Hardenberg (død 1565) til Vedtofte og Mattrup, var en dansk rigshofmester, en søn af Erik Hardenberg til Hvedholm og Anne (Corfitsdatter) Rønnov. Han skal være født i de første år af det 16. århundrede.

## Biografi
Han forlenedes 1530 med det biskoppelige slot Dragsholm, som han 5 år efter (under Grevens Fejde) med tapper udholdenhed forsvarede mod de grevelige tropper. Da Christian III juli 1535 landede på Sjælland, var Dragsholm det eneste faste punkt, som ikke var i hans fjenders magt. En tid fungerede Eiler Hardenberg nu som den kongelige hærs proviantmester, sad senere som lensmand på Malmøhus og Gulland og optoges i Rigsrådet. 1551 forlenedes han atter med Dragsholm, blev samme år hofmester for tronfølgeren, prins Frederik (II) og fik på ny, efter at dennes hof var indrettet på Malmøhus, dette sted som len. Efter tronskiftet 1559 udnævntes han til rigshofmester; ved kroningshøjtideligheden bar han kronen og hædredes med ridderslaget.
Man tør måske tro, at han modsatte sig forbindelsen mellem kongen og broderdatteren Anne, idet der snart indtrådte et brud mellem ham og hans kongelige herre, der dog 1562 sendte ham til Rusland i spidsen for et gesandtskab.Da krigen med Sverige brød ud det følgende år, led han den ydmygelse, at han blev forbigået ved sammensætningen af en regeringskommission, som skulde varetage statsstyrelsen i kongens fraværelse. Efter et endeligt opgør med kongen 1565 mistede han Malmøhus og bad sig nu fritaget for sit høje embede som rigshofmester. Også Dragsholm Len, som han havde livsbrev på, gik tabt for ham, der ganske vist selv havde tilbudt at afstå det. Allerede samme år afgik den før så mægtige Mand ved døden; et pragtfuldt mindesmærke rejstes over ham i Klovborg Kirke ved Mattrup.